# 銀河巡警JACO
《銀河巡警JACO》是日本漫畫家鳥山明所創作的日本漫畫作品，於集英社漫畫雜誌《週刊少年Jump》2013年33號至44號連載，單行本共一冊收錄《七龍珠》短篇故事「七龍珠負：命中注定被遺棄的小孩」（DRAGON BALL －マイナス放たれた運命の子供），香港中文版由天下出版發售，臺灣中文版由東立出版社發售。後來有廣播劇在VOMIC發布。
銀河巡警JACO是鳥山明在2000年連載《沙漠大冒險》（SAND LAND）之後再次在《週刊少年Jump》連載的作品，2013年7月1日在漫畫雜誌刊載的「創刊45周年記念の新連載第一弾」中發表連載情報。

## 劇情簡介
JACO為了執行任務來到地球，但是在途中卻意外擦撞月球，導致太空船損壞而迫降到大盛居住的小島上。
故事設定在《七龍珠》之前，部分角色也在後來的《七龍珠Z 復活的「F」》、《七龍珠超》再次登場。

## 登場角色
積哥·迪利明甸比卜斯（聲優：代永翼）
為了擊落入侵地球的幼兒賽亞人孫悟空而來到地球的銀河巡警外星人。
大盛德之進（聲優：二又一成）
獨自住在小島的老人，時空工學博士。
沓姿（聲優：鶴弘美）
來自西都的17歲膠囊公司千金，布瑪的姊姊。

## 出版書籍
| 卷數 | 集英社       | 集英社                           | 天下出版      | 天下出版               | 東立出版社     | 東立出版社             | 中信出版社 | 中信出版社             |
| 卷數 | 發售日期     | ISBN                             | 發售日期      | ISBN                   | 發售日期       | ISBN                   | 發售日期   | ISBN                   |
| ---- | ------------ | -------------------------------- | ------------- | ---------------------- | -------------- | ---------------------- | ---------- | ---------------------- |
| 全   | 2014年4月4日 | ISBN 978-4-08-870892-8           | 2014年7月29日 | ISBN 978-988-8214-85-3 | 2014年12月15日 | ISBN 978-986-365-703-3 | 2024年12月 | ISBN 978-7-5217-6736-0 |
| 全   | 2014年4月4日 | ISBN 978-4-08-908204-1（特裝版） | 2014年7月29日 | ISBN 978-988-8214-85-3 | 2014年12月15日 | ISBN 978-986-365-703-3 | 2024年12月 | ISBN 978-7-5217-6736-0 |

## 外部連結
- 官方介紹頁（日語）